# Вірний Йоганнес
«Вірний Йоганнес» (нім. Der treue Johannes) — казка, опублікована братами Грімм у збірці «Дитячі та сімейні казки» (1812).

## Сюжет
Старий король, лежачи на смертному ложі, покликав свого слугу  Йоганнеса і попросив його піклуватись про свого сина, який перейме по ньому владу, і вірно йому служив. Король також велів Йоганнесу, щоб той не впроваджував його сина до одної з кімнат замку, де висів портрет королівни з Золотоверхого-Палацу. Король боявся, що його син, побачивши її красу, закохається в королівну і накличе на себе небезпеку. Йоганнес пообіцяв старому королю все виконати. 

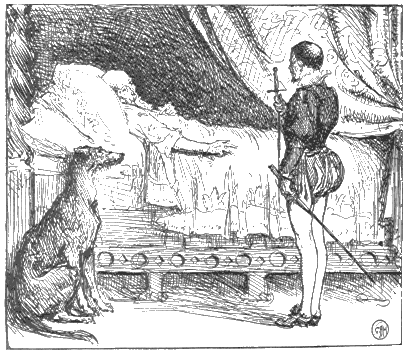
Ілюстрація 1889 року

Невдовзі старий король помер, а його син перейняв владу. Йоганнес старався вірно служити новому королю, так, як обіцяв його батьку. Одного дня молодий король забажав увійти до кімнати, де ще ніколи не бував. Не зважаючи на застереження слуги, ввійшов до кімнати. Коли він побачив портрет прекрасної королеви, закохався у неї та від першого погляду на неї впав непритомний на землю. 
Опритомнівши, молодий король вирішив за будь-яку ціну завоювати королівну. Тоді вірний Йоганнес вигадав, як здобути королівну для свого короля. Завантаживши на корабель усе золото з королівських скарбниць, вони під виглядом купців поплили до міста, де жила королівна Золотоверхого-Палацу. Завдяки витівці Йоганнеса їм вдалося заманити королівну на корабель і відплисти. Викрадена королівна спочатку сильно засмутилася, але коли довідалася, що її викрав закоханий у неї король, сама в нього закохалася і погодилася одружились з ним. 
Під час морської подорожі вірний Йоганнес побачив трьох воронів і підслухав про що вони говорили. Вимовилося, що його король є в небезпеці. За словами воронів, коли король вийде з молодою на берег до них вибіжить гарний кінь. Король захоче його осідлати, але як тільки це зробить, кінь помчить із ним і ніколи він уже не побачить своєї нареченої. Цьому можна зарадити тільки, як хтось відразу ж застрелить коня, коли той з'явиться. Однак, той, хто розкаже про це королю, перетвориться у камінь. 
Однак навіть коли королю вдасться пережити це, у замку на нього чекає нова небезпека. У замку лежатиме весільна сорочка, яка насправді зроблена зі смоли та сірки. Коли король її одягне, згорить у ній дотла. Єдиним вирішенням є те, щоб хтось спалив сорочку і нічого не сказав королеві, бо відразу закам'яніє на місці.  
Навіть уникнувши двох попередніх небезпек, королю не вдасться довго натішитися своєю гарною дружиною. Коли вони почнуть танцювати, королівна раптом зблідне і впаде, наче мертва, на землю. Врятувати її можна лише, якщо швидко висмоктати з правого боку її грудей три краплі крові. Але  той, хто скаже про це королю, відразу ж скам'яніє. 
Вірний Йоганнес вирішив врятувати короля, і зробив все, про що говорили ворони. Не зрозумівши, чому Йоганнес так себе  поводив, розлючений король велів кинути його до льоху, а згодом виніс йому смертну кару. Перед повішанням, вірний Йоганнес розповів про розмову ворон, яких почув на морі, після чого скам'янів. Розчулений король велів перенести закам'яніле тіло вірного Йоганнеса до свого палацу. 
Невдовзі у короля і королеви народилися діти. Одного дня, коли королева була в церкві, скам'янілий Йоганнес раптом заговорив і розповів королю, що він може його врятувати, якщо відрубає голови обом своїм дітям і їхньою кров'ю окропить його скам'яніле тіло. Король учинив так, як просив його слуга.  Йоганнес подякував королю та, узявши голови дітей, приклав їх назад, змастив рани їхньою кров’ю, і діти знову вмить ожили. Королева повернулася до палацу і зажили вони всі разом щасливо аж до самої смерті.